# Buchillon
Cet article concerne la commune vaudoise. Pour la localité et ancienne commune fribourgeoise homonyme, voir Buchillon (Fribourg).
Buchillon est une commune suisse du canton de Vaud, située dans le district de Morges.

## Toponymie
Le toponyme (Boutselyon en patois vaudois) correspond au francoprovençal boutselyon (petit éclat de bois, copeau, bûchette), dérivé du germanique būsca (bûche, bois de chauffage), et désigne un endroit où l’on trouve des conifères permettant de produire des bûches.

## Géographie
La commune se situe sur la rive gauche de l'Aubonne, au bord du Léman, entre Morges et Rolle et s'étend sur une étroite bande de 4,5 km le long du lac.
|         | Étoy      |            |
| Allaman | Buchillon | Saint-Prex |
| Léman   | Léman     | Léman      |

## Population

### Gentilé
Les habitants de Buchillon se nomment les Buchillonnais ou Buchillonais ou les Buchillonois.

### Démographie
Buchillon compte 105 habitants en 1764, 111 en 1798, 176 en 1850, 203 en 1900, 235 en 1950 et 604 en 2000.

## Armoiries
De gueules à deux rames d'or en sautoir, accompagnées en chef d'un baril.
En 1921, la commune possédait un cachet représentant une bossette. Il en sortit un premier projet d'armoiries (de gueules à trois barils d'argent), que les autorités locales refusèrent. Une modification introduisant les rames fut adoptée en 1922. Le baril figurait déjà sur un drapeau du village. Par les rames, on a voulu rappeler que Buchillon est un village de pêcheurs.

## Histoire
Situé à l'écart des grands axes de circulation, le village de Buchillon a gardé son image du passé, à savoir un village de pêcheurs et de vignerons.
Buchillon est une localité relativement récente. Chanivaz, aujourd'hui un simple domaine et site protégé par la Confédération, fut une paroisse dans le Moyen Âge (1228 - 1285). C'est sous le nom de Chanliva que la localité fut connue pendant toute l'époque féodale. D'un point de vue archéologique, on a découvert des ustensiles et des monnaies de Marc Aurèle à Constantin à Chanivaz entre la villa et le lac, dans la direction sud, sur un tertre abrité par quelques arbres.
La grande route romaine de Genève à Lausanne ne suivait pas le tracé actuel, tout droit entre Allaman et Saint-Prex. Un peu avant Allaman, elle se dirigeait directement vers la villa de Chanivaz, puis vers Buchillon et Bussy.
En 1431, les autorités décidèrent de démolir le pont sur l'Aubonne de cette route romaine et de le reconstruire plus haut, là où la route cantonale franchit aujourd'hui la rivière.
Un fait important a marqué la vie politique de Buchillon, la décision prise, sur demande des autorités communales, par le Conseil d'État, lors de sa séance du 19 juin 1985, d'autoriser la Commune de Buchillon à substituer, dès la législature 1986 - 1989, un Conseil communal au Conseil général.

## Livres
- Pascal Hofer, Buchillon, Éditions Cabédita, septembre 2006.